# Bażynowate
Bażynowate (Empetraceae) – w niektórych systemach klasyfikacyjnych (np. systemie Cronquista z 1981 i systemie Takhtajana z 1997) rodzina należąca do rzędu wrzosowców Ericales. Zaliczano tu zwykle trzy rodzaje: bażyna Empetrum, Corema i Ceratiola. W dawniejszych systemach rodzina klasyfikowana była rozmaicie – włączano ją do takich rzędów jak wrzosowce Ericales, ale też mydleńcowce Sapindales i dławiszowce Celastrales. Do tych ostatnich włączana była w systemie Hutchinsona jeszcze w 1973 roku.
W późniejszych wersjach systemu Takhtajana i w systemach APG rodzina ta nie jest wyróżniana, a rodzaje tu wcześniej zaliczane włączane są do rodziny wrzosowatych Ericaceae i podrodziny Ericoideae (w systemie Takhtajana z 2009 rodzaje tu wcześniej zaliczane wyodrębniano we własnej podrodzinie Empetroideae).